# Osztrozsin
Osztrozsin (horvátul: Ostrožin) falu Horvátországban, Sziszek-Monoszló megyében. Közigazgatásilag Gvozd községhez tartozik.

## Fekvése
Sziszektől légvonalban 40, közúton 57 km-re nyugatra, Károlyvárostól légvonalban 24, közúton 33 km-re délkeletre, községközpontjától légvonalban 8, közúton 16 km-re északra, a Kordun keleti részén, az úgynevezett Báni végvidéken, Kirin és Stipan között fekszik. Nevét az azonos nevű patakról kapta, mely a Kremušnica erdőben ered és Trkulje településrészén átfolyva annak bal oldali mellékvizét képezve a Mala Trepčába ömlik.

## Története
Osztrozsin története a vár építésével kezdődik, mely feltehetően a 13. században történt. 1435-ben vásárolta meg az okicsi Bevenjudi család, mely ezután a várról Osztrozsininak nevezte magát. Ezután Bevenjudi Iván lánya Katalin házasságával előbb Zempcsei Iván, majd Borbála nevű lányának házasságával Kapitanich István tulajdona lett. 1482-ben Mátyás király a Beregid családnak adományozta. 1504-ben Beregid János halála után II. Ulászló király adományából Bornemissza Miklós tulajdona lett, de 1506-ban Beregid özvegye a várból kidobatta Bornemissza özvegyét. Ezután hosszas pereskedés folyt a vár birtokáért. Végül 1524-ben Jarneyerovitz Tamás várnagy elfoglalta és visszaadta a Beregid lányoknak. Valószínűleg a török harcok során a 16. vagy a 17. században pusztult el.
Osztrozsin település a  környék számos településéhez hasonlóan a 17. század vége felé népesült be, amikor Bosznia területéről menekülő pravoszláv szerbek érkeztek ide. A falu a katonai határőrvidék része lett. A 18. század közepén megalakult a Glina központú első báni ezred, melynek fennhatósága alá ez a vidék is tartozott. 1881-ben megszűnt a katonai közigazgatás. A településnek 1857-ben 845, 1910-ben 1259 lakosa volt. Zágráb vármegye Vrginmosti járásához tartozott. Lakói szegény földművesek voltak. Négy osztályos alapiskolája 1908-ban nyílt meg, első tanítója Adam Gaora volt. 1918-ban az új szerb-horvát-szlovén állam, majd később Jugoszlávia része lett. A második világháború idején szerb többségű lakossága nagyrészt elmenekült, de sokakat meggyilkoltak, elhurcoltak, mások pedig partizánnak álltak. A glinai mészárlás során 1941. augusztus 2-án mintegy ezer, a vrginmosti község területéről elhurcolt szerbet gyilkoltak meg. 1941. decemberében ellenséges erők teljesen lerombolták a települést. A partizánok a bihácsi hadművelet során 1942 végén visszafoglalták. A faluból 150-en vettek részt a felszabadító harcokban, 49-en harcosként estek el a harcok során, míg 107 főt az usztasák és a németek gyilkoltak meg, 29-en a tífuszjárvány áldozatai lettek és további 9 lakos lett a harcok áldozata. A település teljes embervesztesége 194 fő volt.
A háború után megindult az újjáépítés. A délszláv háború idején szerb lakossága a jugoszláv és szerb erőket támogatta. A horvát hadsereg a Vihar hadművelet keretében 1995. augusztus 7-én foglalta vissza települést, melyet teljesen leromboltak. A szerb lakosság elmenekült, de később néhányan visszatértek. 2011-ben 32 lakosa volt, akik főként mezőgazdasággal és állattartással foglalkoztak.

## Népesség
| Lakosság változása | Lakosság változása | Lakosság változása | Lakosság változása | Lakosság változása | Lakosság változása | Lakosság változása | Lakosság változása | Lakosság változása | Lakosság változása | Lakosság változása | Lakosság változása | Lakosság változása | Lakosság változása | Lakosság változása | Lakosság változása |
| ------------------ | ------------------ | ------------------ | ------------------ | ------------------ | ------------------ | ------------------ | ------------------ | ------------------ | ------------------ | ------------------ | ------------------ | ------------------ | ------------------ | ------------------ | ------------------ |
| 1857               | 1869               | 1880               | 1890               | 1900               | 1910               | 1921               | 1931               | 1948               | 1953               | 1961               | 1971               | 1981               | 1991               | 2001               | 2011               |
| 845                | 821                | 805                | 942                | 1.052              | 1.259              | 1.238              | 1.280              | 1.019              | 1.052              | 904                | 784                | 578                | 393                | 64                 | 32                 |

## Nevezetességei
Osztrozsin középkori várának maradványai. A vár feltehetően a 13. században épült. Valószínűleg a török harcok során a 16. vagy a 17. században pusztult el. A várból némi kőrakáson kívül semmi sem maradt fenn. Nem láthatók többé azok a várépítmények sem, melyek egykor a topuszkai apátsághoz tartoztak.